# Copa Saporta 2000-01
La Copa Saporta 2000-2001, conocida anteriormente como Recopa de Europa de Baloncesto fue la trigésimo quinta edición de esta competición organizada por la FIBA que reunía a los campeones de las ediciones de copa de los países europeos, además de los mejores clasificados de las mejores ligas del continente. Tomaron parte 24 equipos. Se proclamó campeón el equipo griego del Maroussi, que lograba su primer título, derrotando en la final a los franceses del Élan Sportif Chalonnais, en un partido disputado en el Torwar Hall de Varsovia.

## Primera ronda
|  | Clasificados para semifinales |
|  | Eliminados                    |

|    | Equipo             | PJ | G | P | PF  | PC  | Pts |
| -- | ------------------ | -- | - | - | --- | --- | --- |
| 1. | Pamesa Valencia    | 10 | 7 | 3 | 877 | 857 | 17  |
| 2. | Maroussi           | 10 | 7 | 3 | 875 | 813 | 17  |
| 3. | Élan Chalon        | 10 | 6 | 4 | 714 | 693 | 16  |
| 4. | Hapoel Galil Elyon | 10 | 4 | 6 | 860 | 837 | 14  |
| 5. | Pınar Karşıyaka    | 10 | 3 | 7 | 854 | 912 | 13  |
| 6. | Pivovarna Laško    | 10 | 3 | 7 | 797 | 865 | 13  |

|    | Equipo                     | PJ | G | P  | PF  | PC  | Pts |
| -- | -------------------------- | -- | - | -- | --- | --- | --- |
| 1. | UNICS                      | 10 | 8 | 2  | 709 | 509 | 18  |
| 2. | Porto                      | 10 | 7 | 3  | 654 | 606 | 17  |
| 3. | Aris                       | 10 | 7 | 3  | 719 | 659 | 17  |
| 4. | Beşiktaş                   | 10 | 5 | 5  | 688 | 691 | 15  |
| 5. | Arkadia Traiskirchen Lions | 10 | 3 | 7  | 658 | 763 | 13  |
| 6. | Zagreb                     | 10 | 0 | 10 | 0   | 200 | 10  |

|    | Equipo               | PJ | G | P | PF  | PC  | Pts |
| -- | -------------------- | -- | - | - | --- | --- | --- |
| 1. | Telekom Baskets Bonn | 10 | 8 | 2 | 880 | 801 | 18  |
| 2. | Keravnos Keo         | 10 | 5 | 5 | 814 | 838 | 15  |
| 3. | Crvena zvezda        | 10 | 5 | 5 | 784 | 790 | 15  |
| 4. | Caja San Fernando    | 10 | 4 | 6 | 836 | 815 | 14  |
| 5. | Racing Paris         | 10 | 4 | 6 | 789 | 810 | 14  |
| 6. | Sakalai              | 10 | 4 | 6 | 802 | 851 | 14  |

|    | Equipo                    | PJ | G | P | PF  | PC  | Pts |
| -- | ------------------------- | -- | - | - | --- | --- | --- |
| 1. | Anwil Włocławek           | 10 | 9 | 1 | 814 | 754 | 19  |
| 2. | Telindus Racing Antwerpen | 10 | 6 | 4 | 804 | 777 | 16  |
| 3. | Borac Banja Luka          | 10 | 5 | 5 | 855 | 802 | 15  |
| 4. | Slovakofarma Pezinok      | 10 | 5 | 5 | 851 | 832 | 15  |
| 5. | Namika Lahti              | 10 | 3 | 7 | 770 | 863 | 13  |
| 6. | Lineltex AC Imola         | 10 | 2 | 8 | 803 | 869 | 12  |

## Octavos de final
| Equipo 1             | Agr.    | Equipo 2                  | Ida    | Vuelta |
| -------------------- | ------- | ------------------------- | ------ | ------ |
| Beşiktaş             | 156–188 | Pamesa Valencia           | 66–81  | 90–107 |
| Aris                 | 76–108  | Maroussi                  | 76–88  | 0–20*  |
| Élan Chalon          | 141–120 | Porto                     | 80–64  | 61–56  |
| Hapoel Galil Elyon   | 153–166 | UNICS                     | 83–88  | 70–78  |
| Slovakofarma Pezinok | 179–207 | Telekom Baskets Bonn      | 93–110 | 86–97  |
| Borac Banja Luka     | 162–165 | Keravnos Keo              | 89–74  | 73–91  |
| Crvena zvezda        | 89–113  | Telindus Racing Antwerpen | 89–93  | 0–20** |
| Caja San Fernando    | 134–137 | Anwil Włocławek           | 69–67  | 65–70  |

* Aris no jugó el partido de vuelta porque sus jugadores estaban en huelga por no percibir sus salarios, por lo que el Maroussi fue dado como ganador (20–0).
** El partido de vuelta fue suspendido después de que varios jugadores del Telindus Racing Antwerpen y del Crvena zvezda fueran descalificados. Posteriormente, la FIBA decidió que el partido se debería repetir una semana más tarde a puerta cerrada para evitar incidentes, pero el equipo yugoslavo no se presentó, y el  Telindus fue dado por ganador (20–0).

## Cuartos de final
| Equipo 1                  | Agr.    | Equipo 2             | Ida    | Vuelta |
| ------------------------- | ------- | -------------------- | ------ | ------ |
| Keravnos Keo              | 122–175 | Pamesa Valencia      | 69–74  | 53–101 |
| Telindus Racing Antwerpen | 125–148 | UNICS                | 62–61  | 63–87  |
| Maroussi                  | 203–173 | Telekom Baskets Bonn | 102–82 | 101–91 |
| Élan Chalon               | 128–126 | Anwil Włocławek      | 65–54  | 63–72  |

## Semifinales
| Equipo 1        | Agr.    | Equipo 2    | Ida   | Vuelta |
| --------------- | ------- | ----------- | ----- | ------ |
| Pamesa Valencia | 132–138 | Élan Chalon | 69–72 | 63–66  |
| UNICS           | 176–180 | Maroussi    | 95–87 | 81–93  |

## Final
17 de abril, Hala Torwar, Varsovia
| Equipo 1 | Resultado | Equipo 2    |
| -------- | --------- | ----------- |
| Maroussi | 74–72     | Élan Chalon |

| 17 de abril de 2001 | Maroussi                                                                             | 74–72        | Élan Chalon                                                        | |  |
|                     | Marcador por tiempos: 38-33, 36-39                                                   |              |                                                                    | |  |
|                     | Estadísticas Jimmy Oliver, 31 Vasil Evtimov, 18 Sotiris Nikolaidīs, Vasil Evtimov, 3 | Pts Reb Asts | Estadísticas Rashard Lee, 19 Stanley Jackson, 7 Stanley Jackson, 6 | Pabellón: Hala Torwar, Varsovia Asistencia: 3.000 espectadores Árbitros: Genaro Colucci (ITA), Grzgorz Ziemblicki (POL) |  |

| Campeón de la Copa Saporta 2000–01 |
| ---------------------------------- |
| Maroussi 1.er título               |